# Antonio Ascari
Pour les articles homonymes, voir Ascari.
Antonio Ascari est un pilote automobile italien né le 15 septembre 1888 à Mantoue (Italie) et mort en course le 26 juillet 1925 à Linas, près de Montlhéry (France).

## Biographie
C'est au lendemain de la Première Guerre mondiale qu'Ascari fait son apparition au plus haut niveau du sport automobile. En 1919, il dispute notamment sa première Targa Florio en équipage avec un certain Enzo Ferrari. Il gagne la même année la Coppa della Consuma sur Fiat, à Florence, puis en 1923 et 1924 il s'impose au Circuito di Cremona, par deux fois sur Alfa Romeo RLTF.
Toujours en 1924, sa victoire au Grand Prix d'Italie à Monza le consacre comme l'un des meilleurs pilotes italiens de son temps. Il récidive l'année suivante par un succès au Grand Prix de Belgique. Mais quelques semaines plus tard, il trouve la mort dans un accident à l'occasion du Grand Prix de France disputé sur l'autodrome de Linas-Montlhéry.
Son fils Alberto Ascari, âgé de 7 ans au moment du drame, deviendra plus tard double champion du monde de Formule 1, avant de trouver lui aussi la mort au volant, exactement au même âge.

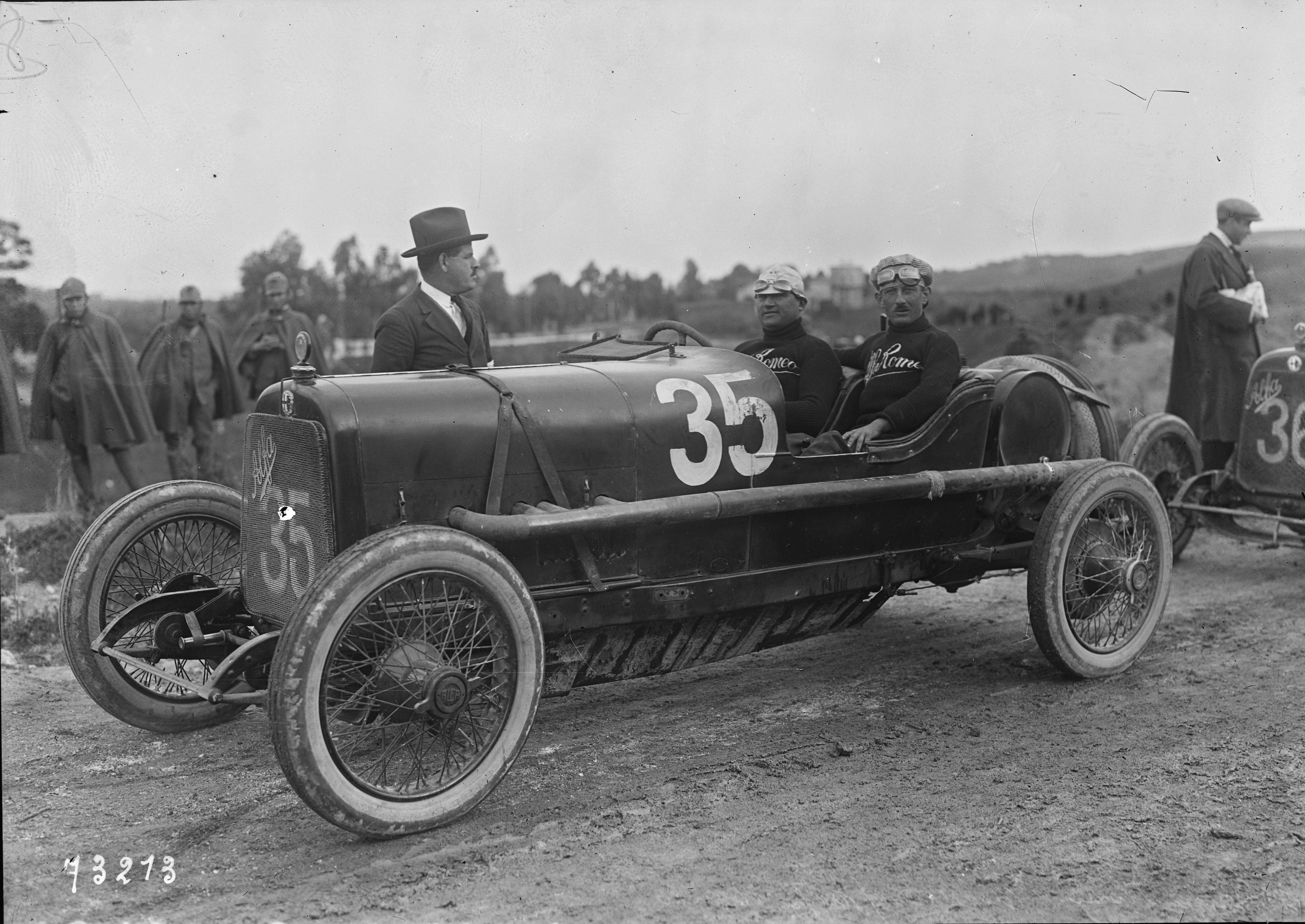
Antonio Ascari sur Alfa Romeo 20-30 ES, à la Targa Florio 1922.
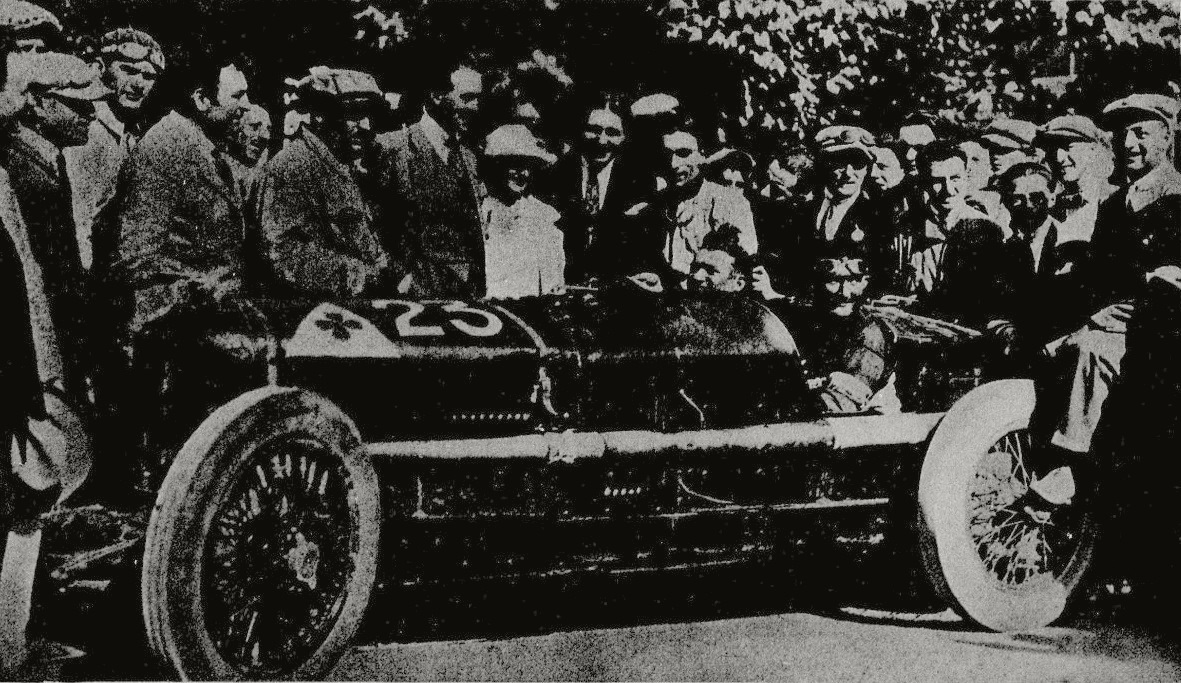
Antonio Ascari vainqueur du circuit de Crémone en 1924, sur Alfa Romeo.
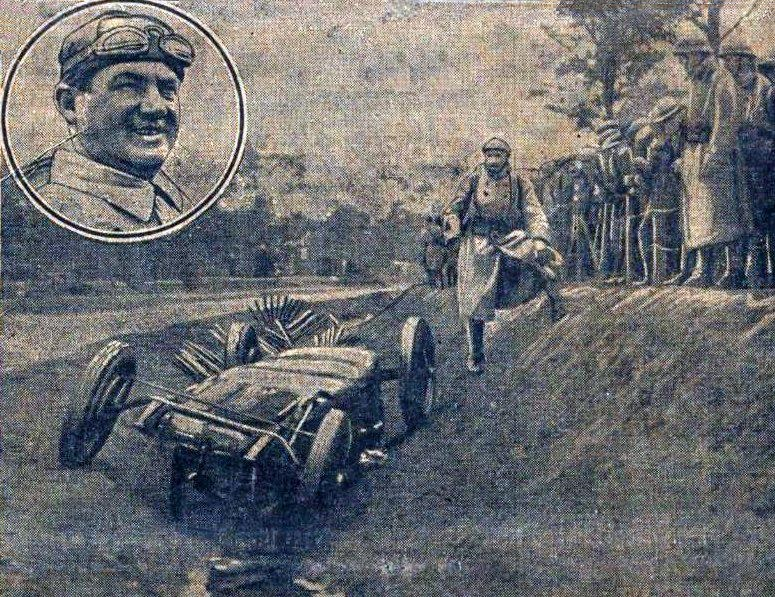
Épave de la voiture d'Antonio Ascari, au Grand Prix de l'ACF 1925.